# Дизайнер на костюми
Дизайнер на костюми е човек, чиято работа е да проектира костюмите за филми, телевизия и театрални постановки. Той се счита за много важна част от продуцентския екип и обикновено работи в тясно сътрудничество със сценографите на снимачната площадка на филма или на сцената. В европейските театри е обичайно дизайнерът на костюма да отговаря и за проектирането на елементи в различни сцени в пиесите, които са поставени на сцената.
Дизайнерите на костюми често се стремят да пресъздадат личността на героя чрез костюма или да пресъздадат развитието на героя в сюжета, като проектират дрехи и аксесоари за облекло. В същото време, дизайнерът гарантира, че дизайните ще бъдат верни на историческия период и ще позволят на актьора да изпълнява ролята си според визията и продукцията на режисьора, без да уврежда дрехите. Дизайнерът трябва да притежава силни артистични способности, както и задълбочени познания по проектиране, история на модата, както и способността да адаптира дрехи към исторически период, независимо дали е пиеса или исторически филм.
Дизайнерът на костюми е този, който допринася повече от всеки друг член на екипа за външния вид на героя във филма или пиесата, тъй като той всъщност отговаря за облеклото на героя. За да проектира дизайнерската концепция, дизайнерът работи съвместно с режисьора и други дизайнерски екипи – тези, които отговарят за дизайна, осветлението и композицията на различните сцени – за да допринесат възможно най-много за характеристиките на героя.
През 20 век филмовите дизайнери на костюми като Едит Хед и Адриан станаха добре известни. По-късно онези от тях, работещи в телевизията като Нолан Милер (Династия), Джени Брайънт (Момчетата от Медисън авеню) и Патриша Филд (Сексът и градът), станаха дори по-популярни, някои станаха автори със собствена линия дрехи и бижута.
В САЩ дизайнерите на костюми са представени от Международния алианс на театралните сценични работници (International Alliance of Theatrical Stage Employes).